# Scott Patterson
Scott Gordon Patterson (* 11. září 1958 Filadelfie, Pensylvánie) je americký herec, hudebník a bývalý baseballista. Proslavil se rolemi Luka Danese v seriálu Gilmorova děvčata a agenta Petera Strahma ve filmové sérii Saw.

## Životopis

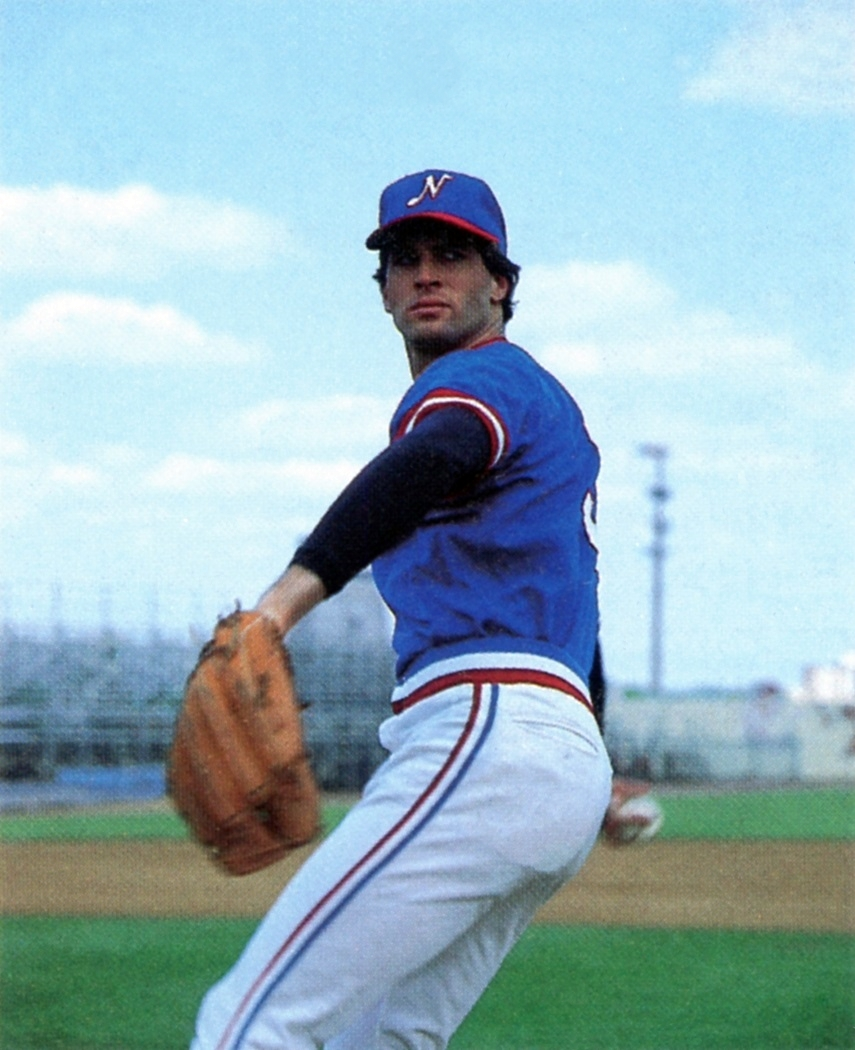
Patterson v roce 1983, kdy hrál za Nashville Sounds

Vyrostl v Haddonfieldu v New Jersey a chodil na tamní střední školu Haddonfield Memorial High School. V dětství založil se svým kamarádem kapelu The Unknows, která se ale rozpadla potom, co oba šli na vysokou školu. Poté chodil na Rutgers University a získal titul v oboru literární komparatistika. V New Yorku studoval herectví u renomovaných učitelů Roberta Lewise a Sondry Leeové. Během přípravy v Actors Studio jej učili i Paul Newman, Arthur Penn a Frank Corsaro. Objevil se v mnoha inscenacích jako například v Rasputinovi nebo Slečně Julii. Patterson strávil sedm let (od roku 1980 do roku 1986), jako profesionální nadhazovač v nižší profesionální baseballové lize.
Jeho nejznámější televizní rolí je majitel bistra Luke Danes v seriálu Gilmorova děvčata. V seriálu hrál kamaráda a pozdějšího přítele hlavní hrdinky Lorelai Gilmorové (Lauren Graham). Ztvárnil také agenta Strahma ve filmech Saw 4, Saw 5 a ve filmu Saw 6 se objevil ve flashbacku. Roli Luka Danese si v roce 2016 zopakoval v minisérii Gilmorova děvčata: Rok v životě, která na seriál navazuje.

## Filmografie

### Film
| Rok           | Název                      | Role               | Poznámky             |
| ------------- | -------------------------- | ------------------ | -------------------- |
| 1992          | Naplánovaná vražda         | Al                 |                      |
| 1994          | Malá velká liga            | Mike McGrevey      |                      |
| 1995          | A Boy Called Hate          | policista          |                      |
| 1995          | Tři přání                  | Scottův otec       |                      |
| 2000          | Highway 395                | Mark Bradley       |                      |
| 2007          | Krok správným směrem       | Gil Davis          |                      |
| 2007          | Saw 4                      | agent Peter Strahm |                      |
| 2008          | Saw 5                      | agent Peter Strahm |                      |
| 2009          | Saw 6                      | agent Peter Strahm | neuveden v titulcích |
| 2012          | The Frankenstein Brothers  | George Martin      |                      |
| 2013          | Meth Head                  | Hank               |                      |
| 2014          | Hoši z Abu Ghraib          | kapitán Hayes      |                      |
| 2015          | Other People's Children    | Frank Tassler      |                      |
| 2017          | Ape                        | Bill               | krátký film          |
| 2017          | Yellow Fever               | John Smart         |                      |
| 2018          | Batman: Gotham by Gaslight | James Gordon       | dabing               |
| 2018          | Vysněný život              | starší Mikey       |                      |
| bude oznámeno | The Rogue                  | agent Wyatt        |                      |
| bude oznámeno | Liberty                    | Ian Jensen         |                      |
| bude oznámeno | The Sons of Summer         | trenér             |                      |

### Televize
| Rok       | Název                                | Role                                   | Poznámky                   |
| --------- | ------------------------------------ | -------------------------------------- | -------------------------- |
| 1993      | The Return of Ironside               | Gillette                               | televizní film             |
| 1994      | Lebkouni III: Temná budoucnost       | Ahpossno                               | televizní film             |
| 1995      | Show Jerryho Seinfelda               | Billy                                  | díl: „The Sponge“          |
| 1996      | Oni                                  | Simon Trent                            | televizní film             |
| 1996      | Policie z Palm Beach                 | Chick Chandler                         | díl: „Pre-Judgement Day“   |
| 1997      | Arli$$                               | Dan Manville                           | díl: „The Real Thing“      |
| 1997–1998 | Fired Up                             | Mickey                                 | hostující role, 2 díly     |
| 1998      | Rhapsody in Bloom                    | Phil                                   | televizní film             |
| 1998      | Pomsta – s.r.n.                      | det. Tom Swain                         | 2 díly                     |
| 1999      | Však ty víš                          | Ted                                    | díl: „The Client“          |
| 1999      | Get Real                             | Jacob Perryhill                        | díl: „Performance Anxiety“ |
| 1999      | Will a Grace                         | Don Gregorio                           | díl: „Prsa Graceiny“       |
| 2000–2007 | Gilmorova děvčata                    | Luke Danes                             | hlavní role, 153 dílů      |
| 2005      | Justice League Unlimited             | agent King Faraday / Franco Bertinelli | dabing, 3 díly             |
| 2007–2008 | Mimoni v Americe                     | Gary Tolchuck                          | hlavní role, 18 dílů       |
| 2010      | 90210: Nová generace                 | Finnigan „Finn“ Court                  | vedlejší role, 3 díly      |
| 2010      | Betonové propasti                    | Ben Sloane                             | televizní film             |
| 2010–2011 | Událost                              | Michael Buchanan                       | hlavní role, 16 dílů       |
| 2011      | Kriminálka Miami                     | Brendon Dwyer                          | díl: „Smrtící výčitky“     |
| 2012      | Love at the Christmas Table          | Tom Patton                             | televizní film             |
| 2015      | Kidnapped: The Hannah Anderson Story | James DiMaggio                         | televizní film             |
| 2016      | Gilmorova děvčata: Rok v životě      | Luke Danes                             | minisérie                  |